# Tai Tuivasa
Tai Tuivasa (Sydney, 16 de março de 1993) é um lutador de artes marciais mistas (MMA) australiano. Tuivasa é lutador profissional desde 2012, e assinou com o Ultimate Fighting Championship em 2016.

## Antecedentes
Tuivasa nasceu em Sydney, tendo uma mãe indígena australiana e um pai samoano. Ele cresceu no subúrbio de Mount Druitt, no oeste de Sydney, e jogou rugby league em quase toda a sua juventude. Ele foi contratado pelo clube profissional de rugby league, Sydney Roosters, em 2010, mas desistiu de continuar no esporte por conta de seu vício em jogos de azar.

## Carreira no MMA

### Início de carreira
Tuivasa fez sua estreia profissional no MMA em agosto de 2012, na Austrália, seu país natal. Ele lutou esporadicamente nos próximos quatro anos, acumulando um cartel invicto de 7 vitórias, com todas as suas lutas terminando em nocaute.

### Ultimate Fighting Championship
Em novembro de 2016, foi anunciado que Tuivasa havia assinado um contrato de quatro lutas com o Ultimate Fighting Championship. De acordo com Tuivasa, ele teve que esperar um longo período antes de sua estreia devido a uma lesão no joelho, o que resultou numa cirurgia.
Tuivasa fez sua estreia no UFC contra Rashad Coulter, em 19 de novembro de 2017, no UFC Fight Night: Werdum vs. Tybura. Tuivasa ganhou a luta por nocaute, devido a uma joelhada voadora no primeiro round, e se tornou o primeiro aborígene australiano a vencer uma luta no UFC. Esta vitória também lhe valeu o bônus de Performance da Noite.
Tuivasa enfrentou Cyril Asker, em 11 de fevereiro de 2018, no UFC 221. Ele ganhou a luta por nocaute técnico no primeiro round. Em 13 de fevereiro de 2018, Tuivasa entrou no ranking oficial do UFC, na categoria peso-pesado, figurando a 15° posição.

## Campeonatos e realizações
- Australian Fighting Championship
  - Campeão Peso-Pesado do AFC (Uma vez)
- Ultimate Fighting Championship
  - Performance da Noite (Uma vez) vs. Rashad Coulter [7]

## Vida pessoal
Tuivasa é casado com a irmã do lutador meio-pesado do UFC, Tyson Pedro.
Tuivasa atualmente apresenta o "The Halfcast Podcast" com Tyson Pedro, fazendo o papel de co-anfitrião.

## Cartel no MMA
| Cartel no MMA   |             |            |
| 19 lutas        | 14 vitórias | 5 derrotas |
| Por nocaute     | 13          | 3          |
| Por finalização | 0           | 1          |
| Por decisão     | 1           | 1          |

| Res.    | Cartel | Oponente          | Método                                  | Evento                                  | Data       | Round | Tempo | Local                      | Notas                                   |
| ------- | ------ | ----------------- | --------------------------------------- | --------------------------------------- | ---------- | ----- | ----- | -------------------------- | --------------------------------------- |
| Derrota | 14-6   | Alexander Volkov  | Finalização (estrangulamento ezekiel)   | UFC 293: Adesanya vs. Strickland        | 10/09/2023 | 2     | 4:37  | Sydney                     |                                         |
| Derrota | 14-5   | Sergei Pavlovich  | Nocaute (socos)                         | UFC Fight Night: Thompson vs. Holland   | 04/12/2022 | 1     | 0:54  | Orlando, Florida           |                                         |
| Derrota | 14-4   | Ciryl Gane        | Nocaute (chutes no corpo e socos)       | UFC Fight Night: Gane vs. Tuivasa       | 03/09/2022 | 3     | 4:23  | Paris                      | Luta da Noite.                          |
| Vitória | 14-3   | Derrick Lewis     | Nocaute (cotovelada)                    | UFC 271: Adesanya vs. Whittaker 2       | 12/02/2022 | 2     | 1:40  | Houston, Texas             | Performance da Noite.                   |
| Vitória | 13-3   | Augusto Sakai     | Nocaute (socos)                         | UFC 269: Oliveira vs. Poirier           | 11/12/2021 | 2     | 0:26  | Las Vegas, Nevada          | Performance da Noite.                   |
| Vitória | 12-3   | Greg Hardy        | Nocaute (socos)                         | UFC 264: Poirier vs. McGregor 3         | 10/07/2021 | 1     | 1:07  | Las Vegas, Nevada          | Performance da Noite.                   |
| Vitória | 11-3   | Harry Hunsucker   | Nocaute Técnico (socos)                 | UFC on ESPN: Brunson vs. Holland        | 20/03/2021 | 1     | 0:49  | Las Vegas, Nevada          |                                         |
| Vitória | 10-3   | Stefan Struve     | Nocaute (socos)                         | UFC 254: Khabib vs. Gaethje             | 24/10/2020 | 1     | 4:59  | Abu Dhabi                  |                                         |
| Derrota | 9-3    | Sergey Spivak     | Finalização (katagatame)                | UFC 243: Whittaker vs. Adesanya         | 05/10/2019 | 2     | 3:14  | Melbourne                  |                                         |
| Derrota | 9-2    | Blagoy Ivanov     | Decisão (unânime)                       | UFC 238: Cejudo vs. Moraes              | 08/06/2019 | 3     | 5:00  | Chicago, Illinois          |                                         |
| Derrota | 9-1    | Junior dos Santos | Nocaute Técnico (socos)                 | UFC Fight Night: dos Santos vs. Tuivasa | 01/12/2018 | 2     | 2:30  | Adelaide                   |                                         |
| Vitória | 9-0    | Andrei Arlovski   | Decisão (unânime)                       | UFC 225: Whittaker vs. Romero II        | 09/06/2018 | 3     | 5:00  | Chicago, Illinois          |                                         |
| Vitória | 8-0    | Cyril Asker       | Nocaute Técnico (socos e cotoveladas)   | UFC 221: Romero vs. Rockhold            | 11/02/2018 | 1     | 2:18  | Perth, Austrália Ocidental |                                         |
| Vitória | 7-0    | Rashad Coulter    | Nocaute (joelhada voadora)              | UFC Fight Night: Werdum vs. Tybura      | 19/11/2017 | 1     | 4:35  | Sydney                     | Estreia no UFC. Performance da Noite.   |
| Vitória | 6-0    | James McSweeney   | Nocaute Técnico (interrupção do córner) | Australian Fighting Championship 17     | 15/10/2016 | 1     | 5:00  | Melbourne                  | Defendeu o Cinturão Peso Pesado do AFC. |
| Vitória | 5-0    | Brandon Sololi    | Nocaute (cotovelada)                    | Australian Fighting Championship 16     | 18/06/2016 | 1     | 0.09  | Melbourne                  | Ganhou o Cinturão Peso Pesado do AFC.   |
| Vitória | 4-0    | Gul Pohatu        | Nocaute Técnico (socos)                 | Urban Fight Night 5                     | 12/12/2015 | 1     | 0:44  | Liverpool                  |                                         |
| Vitória | 3-0    | Erik Nosa         | Nocaute Técnico (socos)                 | Gladiators Cage Fighting: Gladiators 3  | 09/11/2012 | 1     | 0:28  | Sydney                     |                                         |
| Vitória | 2-0    | Aaron Nieborak    | Nocaute Técnico (socos)                 | Gladiators Cage Fighting: Gladiators 2  | 31/08/2012 | 1     | N/A   | Sydney                     |                                         |
| Vitória | 1-0    | Simon Osborne     | Nocaute Técnico (socos)                 | Elite Cage Championships 2              | 06/07/2012 | 1     | N/A   | Sydney                     |                                         |

## Cartel no Boxe
| 5 vitórias (3 nocautes), 2 derrotas                                                                         |         |                |      |              |                        |                   |
| • KO = Nocaute • TKO = KO Técnico • UD = decisão unânime • SD = decisão dividida • MD = decisão majoritária |         |                |      |              |                        |                   |
| Resultado                                                                                                   | Recorde | Adversário     | Tipo | Round, temps | Data                   | Local             |
| Derrota | 5-2     | Demsey McKean  | UD   | 3            | 15 de abril de 2016    | Victoria          |
| Vitória | 5-1     | David Tuitupou | UD   | 3            | 15 de abril de 2016    | Victoria          |
| Vitória | 4-1     | Hamad Alloush  | TKO  | 2, (3) 1:33  | 15 de abril de 2016    | Victoria          |
| Derrota | 3-1     | Michael Kirby  | UD   | 3            | 3 de abril de 2014     | Victoria          |
| Vitória | 3-0     | Willie Nasio   | TKO  | 1, (3) 2:00  | 3 de abril de 2014     | Victoria          |
| Vitória | 2-0     | Brett Smith    | DQ   | 1, (3) 3:00  | 3 de abril de 2014     | Victoria          |
| Vitória | 1-0     | Nathan McKay   | KO   | 3, (4) 2:57  | 13 de dezembro de 2013 | Nova Gales do Sul |